# FC Chayka Peschanokopskoye
El FC Chayka Peschanokopskoye (en ruso: «Чайка» (Песчанокопское)) es un equipo de fútbol de Rusia que juega en la Primera División de Rusia, la segunda categoría de fútbol en el país.

## Historia
Fue fundado en el año 1997 en la ciudad de Peschanokopskoye y sus primeros años los pasó como un equipo aficionado. Su nombre es por el presidente Andrei Chayka. En la temporada 2016/17 recibe la licencia para ser un equipo profesional por la Unión de Fútbol de Rusia y participa por primera vez en la Segunda División de Rusia.
El 24 de mayo de 2019 vence 5-1 al FC Biolog-Novokubansk Progress y gana el grupo sur de la Segunda División de Rusia, por lo que logra el ascenso a la Primera División de Rusia por primera vez.
El 2 de julio de 2021 la Russian Football Union decide descender al Chaika de vuelta a la tercera división para la temporada 2021–22 por el arreglo de partidos en la temporada 2018–19.

## Palmarés
- Segunda División de Rusia: 1

2018/19